# Тупицын, Николай Владимирович
Николай Владимирович Тупицын (18 ноября [1 декабря] 1903, Пермь — 8 декабря 1989, Москва) — советский геолог, организатор научных экспедиций на Дальнем Востоке, Алтае и в Казахстане. Один из основателей города Магадан

## Биография
Родился 18 ноября (1 декабря) 1903 года в городе Перми в семье химика Владимира Евграфовича (1862—1917) и Марии Васильевны (род. 1879).
В 1921 году окончил школу и реальное училище в Иркутске.
В 1925 году окончил Иркутский государственный университет, факультет права и хозяйства. Изучил немецкий, английский и китайский языки на курсах восточных языков.
Начал работать в «Дальвнешторге» в Хабаровске. Год сдужил в армии в Иркутске. В 1926 году работал во Владивостоке на Уссурийской железной дороге.
В 1929—1930 годах работал в Комитете Севера при ВЦИК. Был назначен заместителем заведующего Восточно-Эвенкской культбазы, где был основан город Магадан.
C 1931 года — в Колымской геолого-поисковой экспедиции Главного управления Наркомтяжпрома ССР. Прошёл курсы усовершенствования геологов.
Начальник геолого-поисковых партий (1933—1936), начальник разведочного района на Колыме (1936—1938), начальник отдела и инспектор Геологического управления Дальстроя НКВД (1939—1943).
Начальник Охотской геолого-разведочной экспедиции (1943—1945).
В 1945—1946 годах работал старшим районным инженером в «Главзолото» в Москве.
Был в Салаирской экспедиции в Кемеровской области (1946), Центрально-Казахской экспедиции (1947—1948), Успенской экспедиции (с 1949).
Далее работал в геологических экспедицияъ в Казахстане и на Алтае.
Скончался в Москве 8 декабря 1989 года.

## Семья
Жена — Вера Владимировна Тупицына (по первому мужу Хателишлвили, в дев. Головченко; род. 1916).
- Сестра — Маслова Варвара Владимировна (род. 1892), работал на Мосводоканале
- Сестра — Рассушина Ольга Владимировна (род. 1900), жила в Вильнюсе
- Брат — Тупицын Юрий Владимирович (род. 1906), работал в МВД СССР
- Сестра — Богданович Людмила Владимировна (род. 1912), жила во Владивостоке.

## Награды и звания
- 1945 — Знак «Отличнику — Дальстроевцу»
- 1951 — Звание «Горный директор III ранга»
- 1981 — Благодарность Северо-Восточного производственного золотодобывающего объединения «Северовостокзолото», ВПО «Союззолото», Министерство цветной металлургии СССР.